# Maria Riquelme
Pour les articles homonymes, voir Riquelme.
Maria Riquelme, née Maria Riquelme Ruiz le 16 février 1930 à Valence (Espagne) et morte le 16 novembre 2019 à Asnières-sur-Seine, est une actrice espagnole dont la carrière se déroule en France à partir de 1949, épouse de Philippe Clay (1927-2007).
Fille du général espagnol José Riquelme, elle est inhumée dans le caveau familial au cimetière du Père Lachaise à Paris (division 97).

## Biographie
La carrière de Maria Riquelme se déroule en France, où elle arrive en 1939 avec sa famille, fuyant la dictature franquiste espagnole.
Épouse du chanteur et comédien Philippe Clay, elle a eu un enfant Philippe, décédé en 1991
Fille du général espagnol José Riquelme, elle est inhumée dans le caveau familial au cimetière du Père Lachaise à Paris (division 97).

## Filmographie
- 1949 : Rendez-vous de juillet de Jacques Becker
- 1950 : Voyage à trois de Jean-Paul Paulin : Zaïna
- 1951 : La Plus Belle Fille du monde de Christian Stengel : Christiane Thomas
- 1952 : Violettes impériales de Richard Pottier : Anaïs
- 1952 : Le Huitième Art et la Manière, court métrage de Maurice Regamey
- 1952 : Chicago-digest, court métrage de Paul Paviot : Jenny
- 1953 : Le Témoin de minuit de Dimitri Kirsanoff : Mimi
- 1960 : Touchez pas aux blondes de Maurice Cloche : Annabelle
- 1961 : Dans l'eau qui fait des bulles de Maurice Delbez : Arlette

Télévision
- 1981 : Au bon beurre d'Édouard Molinaro